# Shimon Watanabe
Shimon Watanabe (渡邉 志門 Watanabe Shimon?), född 10 december 1990 i Hiroshima prefektur, är en japansk fotbollsspelare.
Watanabe spelade för Azul Claro Numazu.